# Eclèsia

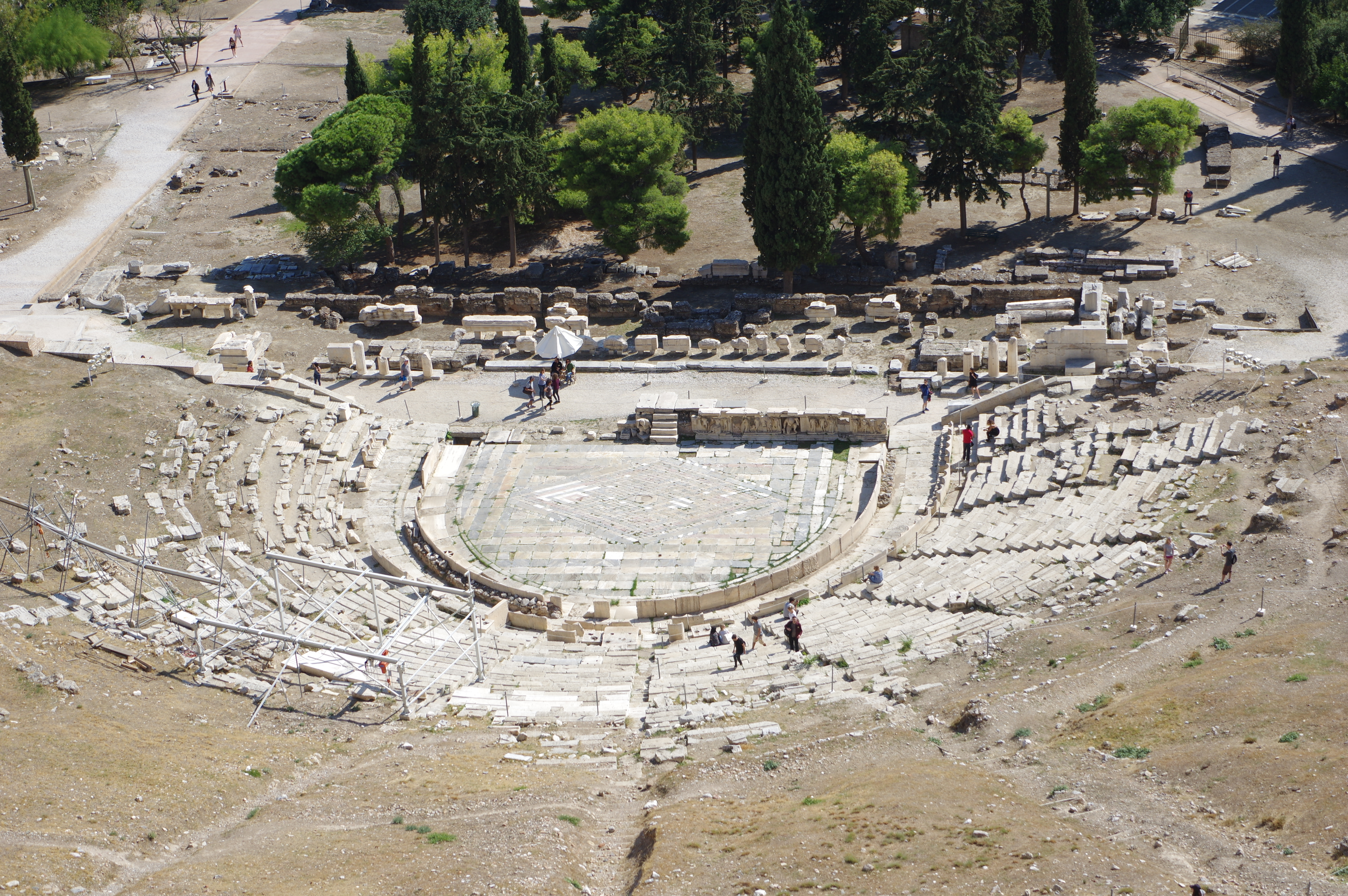
El Teatre de Dionís, al peu de l'Acròpoli d'Atenes. Un dels llocs de reunió de l'Eclèsia.

L'Eclèsia (en grec antic: ἐκκλησία ekklēsía, en grec modern Εκκλησία, assemblea del poble) era la principal assemblea de la democràcia d'Atenes a l'antiga Grècia. Sembla que la va instaurar Soló l'any 594 aC i tenia un caràcter popular. Tots els ciutadans de gènere masculí (els únics considerats ciutadans) majors de vint anys podien accedir-hi.
En un principi s'utilitzava per nomenar els magistrats escollits per votació i confirmar-los, bo i participant tots els atenesos que formessin part de l'assemblea. D'aquesta manera també escollien indirectament els components de l'Areòpag, que eren triats pels magistrats electes per l'Eclèsia.
Entre altres coses, l'assemblea tenia l'última paraula sobre la legislació atenesa, les declaracions bèl·liques, la signatura de pau, l'estratègia militar, l'elecció d'estrategs i altres oficials i posseïa la facultat de cridar els magistrats a retre-hi comptes al final de l'any del mandat.
Al segle v aC els membres possibles eren més de 43.000 persones. Això no obstant, només aquells que tenien prou riquesa per a poder passar força temps lluny de casa podien haver-hi participat amb freqüència, fins que les reformes de Pèricles el 451 aC i 452 aC, que suposaven un pagament per tasques públiques, van permetre l'accés de tot ciutadà, independentment del seu nivell econòmic, ja que rebien un estipendi per assistir a l'Eclèsia. El pagament el feia el tesmòteta.
Al començament es reunien una vegada al mes, però més endavant es reunien tres o quatre vegades mensuals. L'agenda per a l'Eclèsia l'establia la Bulé, el consell popular. Les votacions es feien a mà alçada. A Atenes les reunions periòdiques de l'assemblea es feien a l'Eclesiasteri, que a Atenes va ser primer a l'àgora, i després al turó anomenat Pnix. Dues reunions anuals tenien lloc al Teatre de Dionís. Cap al 300 aC totes les reunions de l'Eclèsia es van traslladar al teatre. Les reunions de l'assemblea podien atreure un gran públic. Les reunions que tractaven de temes navals s'acostumaven a fer al Pireu.
El dret de la convocatòria corresponia als pritans, però en casos d'emergència o durant una guerra la podia convocar també l'estrateg, és a dir, tenia el poder d'obligar els pritans a fer-ho. Quan es convocava una assemblea els pritans enviaven un herald (κήρυξ) que exposava en públic l'ordre del dia de la reunió. Un lexiarc comprovava que els assistents estaven inscrits al cens.